# Kanton Broons
Broons is een kanton van het Franse departement Côtes-d'Armor. Het kanton maakt deel uit van het arrondissement Dinan.

## Gemeenten
Het kanton Broons omvatte tot 2014 de volgende 9 gemeenten:
- Broons (hoofdplaats)
- Éréac
- Lanrelas
- Mégrit
- Rouillac
- Sévignac
- Trédias
- Trémeur
- Yvignac-la-Tour

Bij de herindeling van de kantons door het decreet van 13 februari 2014, met uitwerking op 22 maart 2015, , werden daar de 17 gemeenten van de opgeheven kantons Caulnes en Kanton Merdrignac aan toegevoegd, namelijk : 
- Caulnes
- La Chapelle-Blanche
- Gomené
- Guenroc
- Guitté
- Illifaut
- Laurenan
- Loscouët-sur-Meu
- Merdrignac
- Mérillac
- Plumaudan
- Plumaugat
- Saint-Jouan-de-l'Isle
- Saint-Launeuc
- Saint-Maden
- Saint-Vran
- Trémorel